# Herbert Huntington Smith
Herbert Huntington Smith (Manlius , New York, 21 de Janeiro de 1851 — 22 de março de 1919) foi um naturalista norte-americano.
Herbert Huntington Smith, um dos mais célebres coletores de espécimes de história natural, nasceu em Manlius, estado de Nova Iorque, a 21 de janeiro de 1851. Aos 17 anos, ingressou na Universidade Cornell, em Ithaca, N. Y., renomado centro de estudos. Em 1870, quando ainda estudante, teve a ocasião de viajar ao Brasil, como participante da Expedição Morgan, cujo objetivo era obter “a maior quantidade de espécimes de todos os departamentos da natureza”, mas precipuamente geológica. Morgan, um milionário de Aurora, N. Y., era o patrono da expedição. Charles Frederick Hartt, conhecido geólogo, que já participara de uma expedição anterior ao Brasil com Louis Agassiz, foi escolhido como seu diretor. Além do botânico A. N. Prentiss, participavam os estudantes W. S. Barnard, C.J. Powers, P. P. Stanton, P. M. Johnson, D. Wilmot, H. H. Smith e Orville A. Derby. Este último viria posteriormente a instalar-se no Brasil, dedicando-se ao estudo da geologia e paleontologia brasileiras. Os integrantes da Expedição Morgan trabalharam ao longo do vale amazônico até o Tapajós e o Trombetas.
Smith formou-se pela Universidade Cornell em 1872. Em 1874 teve vontade de regressar ao Brasil para coletar e estudar a fauna amazônica. Passou dois anos nas cercanias de Santarém e na exploração dos tributários da margem esquerda do Amazonas. No final dessa viagem, demorou-se quatro meses no Rio de Janeiro.
De volta aos Estados Unidos, teve a satisfação de ver um de seus sonhos realizado – o “Scribner’s Magazine” de Nova Iorque incumbiu-o de escrever uma série de artigos sobre o Brasil. Com esse objetivo, realizou mais duas viagens a esse país, estudando a natureza, as condições políticas e sociais, as indústrias e o problema da seca no Nordeste. Numa de suas viagens foi acompanhado pelo artista J. Wells Champney.
Os artigos publicados no “Scribner’s Magazine” foram mais tarde reescritos e ampliados, resultando no livro “Brazil: The Amazons and the Coast”, publicado em dezembro de 1879, mas ainda sem tradução ao português.
Em 5 de outubro de 1880, Smith casou-se com Amelia Woolwirth, de Brooklyn, N. Y., também cultora das ciências naturais e excelente taxidermista e preparadora de insetos.
Em 1881 Smith voltou novamente ao Brasil, desta vez em companhia da esposa. Em maio desse ano chegaram a Belém, no Pará; seguiram depois para Pernambuco, onde permaneceram dez dias e em seguida passaram ao Rio de Janeiro, onde ficaram seis meses, chegando a conhecer o Imperador Dom Pedro II. O casal embarcou então para uma viagem de coleta, descendo até Rio Grande, no Rio Grande do Sul. Após explorar esse estado, dirigiram-se a Montevidéu e Buenos Aires. Subindo os rios Paraguai, Paraná e Apa, atingiram Corumbá, no atual estado do Mato Grosso do Sul. Daí, pelos rios São Lourenço e Cuiabá, chegaram à capital do Mato Grosso, indo estabelecer-se na belíssima Chapada dos Guimarães. Os Smith ali permaneceram de 1882 a 1886, partindo a 6 de setembro de 1886 de volta aos Estados Unidos. Durante essa viagem, Smith redigiu alguns artigos para a “Gazeta de Notícias” do Rio de Janeiro, que eram traduzidos para o português por Capistrano de Abreu; o primeiro foi publicado em 21 de junho de 1886 e o último em 20 de outubro de 1887. Tais artigos foram enfeixados em interessante livrinho, publicado em 1922, pela Companhia Melhoramentos de São Paulo.
As coleções recolhidas em Chapada e outras localidades vizinhas eram gigantescas. Calcula-se que montassem a 200.000 exemplares, representando cerca de 30.000 espécies. Frederick DuCane Godman, renomado naturalista inglês, adquiriu parte dessas coleções. A maior parte, porém, foi adquirida pelo Carnegie Museum, de Pittsburgh. Incluíam tais coleções cerca de 3.000 espécies de Hymenoptera (estudadas por Fox, Ashmead, Cresson e outros), 2.500 de Diptera (na maioria estudadas e descritas por Williston), 2.600 de Lepidoptera (estudadas por Godman e Druce), 23.000 de Coleoptera (apenas parcialmente estudada por Champion), 3.300 de Hemiptera (estudada por Uhler e Distant), 600 de Orthoptera, 300 de Neuroptera (sensu lato), 2.000 de Arachnida e 230 de Crustacea.
Em 1889 encontramo-lo novamente colecionando, desta vez no México, para F. D. Godman que, juntamente com outro naturalista britânico, Osbert Salvin, estava reunindo importantes coleções de história natural para a publicação da monumental série “Biologia Centrali-Americana”.
Entre 1889 e 1895, Smith, contratado pela Comissão das Índias Ocidentais da “Royal Society of London”, coletou nas ilhas de Trinidad, Saint Vincent e Windward.
Além de suas funções como naturalista viajante, Smith havia sido contratado como curador pelo Carnegie Museum.
De 1898 a 1901 empreendeu outra viagem de coleta, desta feita à Colômbia (principalmente à região do Nevado de Santa Marta) para o Museu Americano de História Natural, de Nova Iorque. As coleções foram realizadas durante três anos e meio, de março de 1898 a setembro de 1901.
De regresso à sua terra natal, reassumiu a curadoria do Carnegie Museum, mas não por muito tempo, pois passou a Wetumpka, no Alabama, para coletar moluscos. Em 1910 foi nomeado curador do Museu de Alabama, permanecendo nesse emprego por quase uma década.
Faleceu a 22 de março de 1919, em Tuscaloosa, Alabama, atropelado por um trem.

## Publicações
- Brazil, the Amazons and the coast (S. Low, Marston, Searle and Rivington, Londres, 1880),
- Do Rio de Janeiro á Cuyabá (1886, em português),
- His Majesty’s sloop, Diamond Rock (Houghton, Mifflin and company, Boston et New York, 1904).